# Monroe (North Carolina)
Monroe is een plaats (city) in de Amerikaanse staat North Carolina, en valt bestuurlijk gezien onder Union County.

## Demografie
Bij de volkstelling in 2000 werd het aantal inwoners vastgesteld op 26.228.
In 2006 is het aantal inwoners door het United States Census Bureau geschat op 30.871, een stijging van 4643 (17.7%).

## Geografie
Volgens het United States Census Bureau beslaat de plaats een oppervlakte van
64,3 km², waarvan 63,6 km² land en 0,7 km² water. Monroe ligt op ongeveer 187 m boven zeeniveau.

## Geboren
- John J. Parker (1885-1958), rechter
- Mary Kenner (1912-2006), uitvinder
- Jesse Helms (1921-2008), senator
- Speedy Thompson (1926-1972), autocoureur

## Plaatsen in de nabije omgeving
De onderstaande figuur toont nabijgelegen plaatsen in een straal van 16 km rond Monroe.